# لوح شوكولاتة

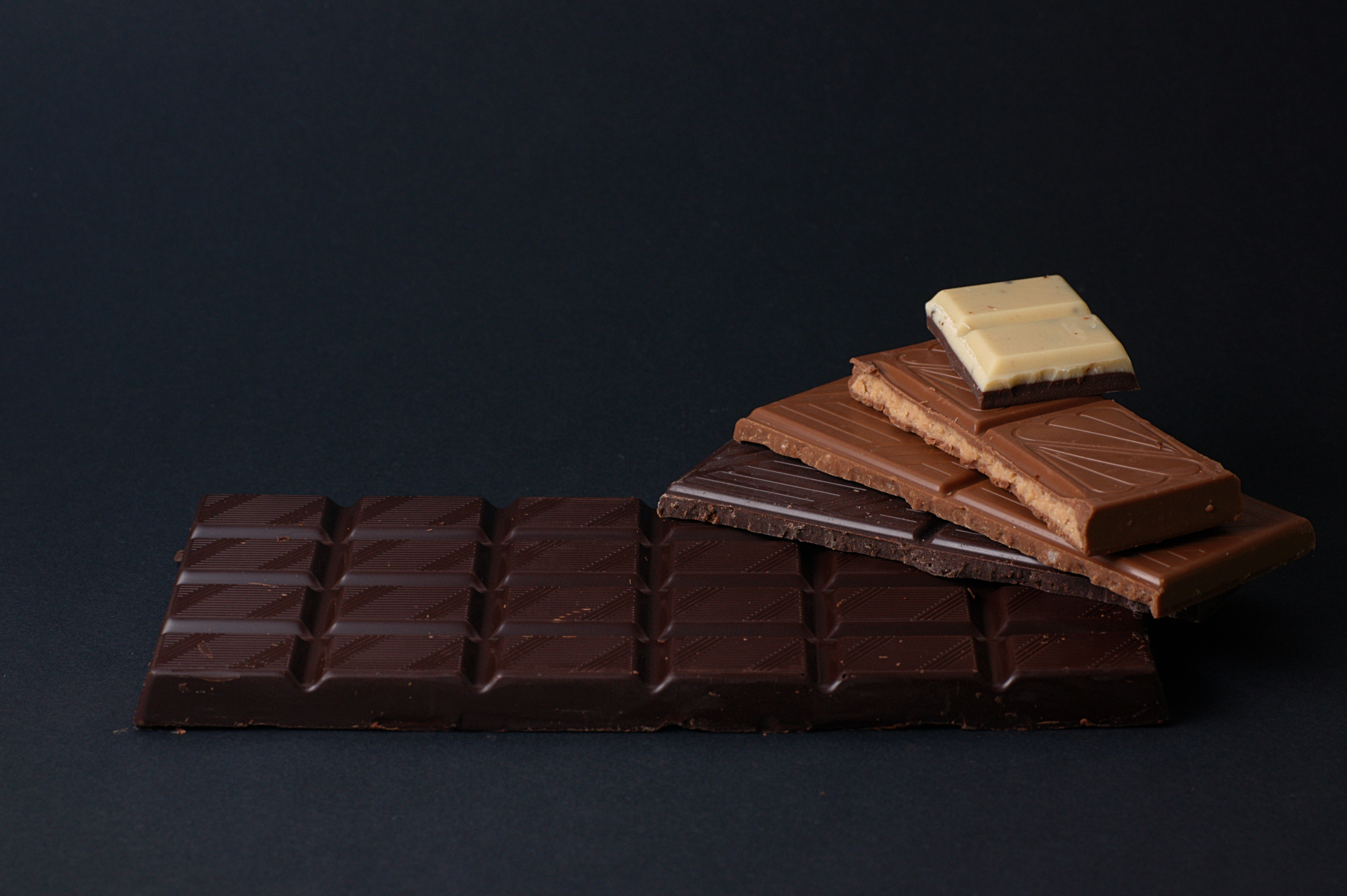
قوالب شوكولاتة

لوح الشوكولاتة هو قالب حلوى في شكل شريطي، يضم العناصر التالية: المواد الصلبة من الكاكاو، زبدة الكاكاو، السكر، والحليب. وجود نسبي لمكونات تشكل الفئات الفرعية من الشيكولاتة الداكنة والشيكولاتة بالحليب والشيكولاتة البيضاء. وبالإضافة إلى هذه المكونات الرئيسية، فإنه قد يحتوي على مستحلبات مثل الليسيثين الصويا والنكهات مثل الفانيليا.

## وصلات خارجية
- "History of Candy Bar Wrappers", Grager, Dave (2004)